# Paul Bradshaw (Fußballspieler, 1953)
Paul Bradshaw (* 2. Oktober 1953 in Sheffield) ist ein ehemaliger englischer Fußballspieler.

## Karriere
Bradshaw spielte für die englische Schülernationalmannschaft, 1972 gewann er mit der Jugendnationalmannschaft das UEFA-Juniorenturnier 1972. Nach seiner Schulzeit trat Bradshaw dem FC Burnley bei, während seiner Zeit als Profi im Klub kam der linke Offensivspieler von 1970 bis 1976 aber lediglich auf 13 Erstligaeinsätze. 1976 wechselte er zu Sheffield Wednesday, musste seine Laufbahn aber bereits 1978 verletzungsbedingt beenden.